# Guerra del Sonderbund
Il Sonderbund ("lega separata" o "lega d'eccezione", in lingua tedesca) fu un'alleanza separatista, creata in Svizzera nel 1845 tra otto cantoni cattolici e conservatori per difendere i propri interessi contro i piani di centralizzazione del potere messi in atto dalla Confederazione svizzera e dai cantoni radicali e liberali. Il violento scontro portò alla Guerra del Sonderbund (in tedesco Sonderbundskrieg, in francese Guerre du Sonderbund). Fu l'ultimo conflitto che vide coinvolto il territorio svizzero.

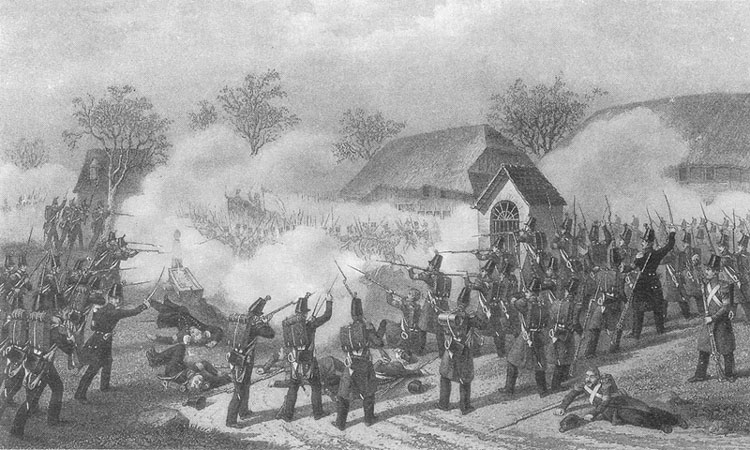
Lo scontro di Geltwill (12 novembre 1847)

## Motivazioni storiche
La Confederazione aveva molti problemi dovuti a forti particolarismi che non consentivano a una politica liberale di potersi esprimere in modo completo. Esistevano barriere doganali tra i vari Cantoni, a volte unità di misura diverse, eserciti regionali e altri particolarismi.
La soluzione poteva essere quella di costituire una Confederazione con un potere centrale più forte. Ma l'idea di rinunciare ai propri privilegi non piaceva ad alcuni Cantoni che aderirono, quindi, al Sonderbund. Si trattava dei cantoni storici: Lucerna, Uri, Svitto, Nidvaldo, Obvaldo, Zugo, a cui si aggiungevano Friburgo, Vallese. Erano tutti cantoni cattolici. Il Ticino e Soletta, cattolici ma liberali, rimasero invece fedeli alla Dieta federale.
Il Sonderbund è considerato, superficialmente, soltanto un conflitto religioso tra cattolici e protestanti. Si è portati a parlare di guerra di religione mentre, in realtà, lo scontro avvenne tra cantoni radicali (anche se prevalentemente protestanti) e cantoni conservatori (anche se prevalentemente cattolici). Emblematico è il fatto che l'esercito del Sonderbund venne guidato da un protestante (Johann-Ulrich von Salis-Soglio) e l'esercito confederato da un conservatore-moderato (Guillaume Henri Dufour).

## Le vicende storiche

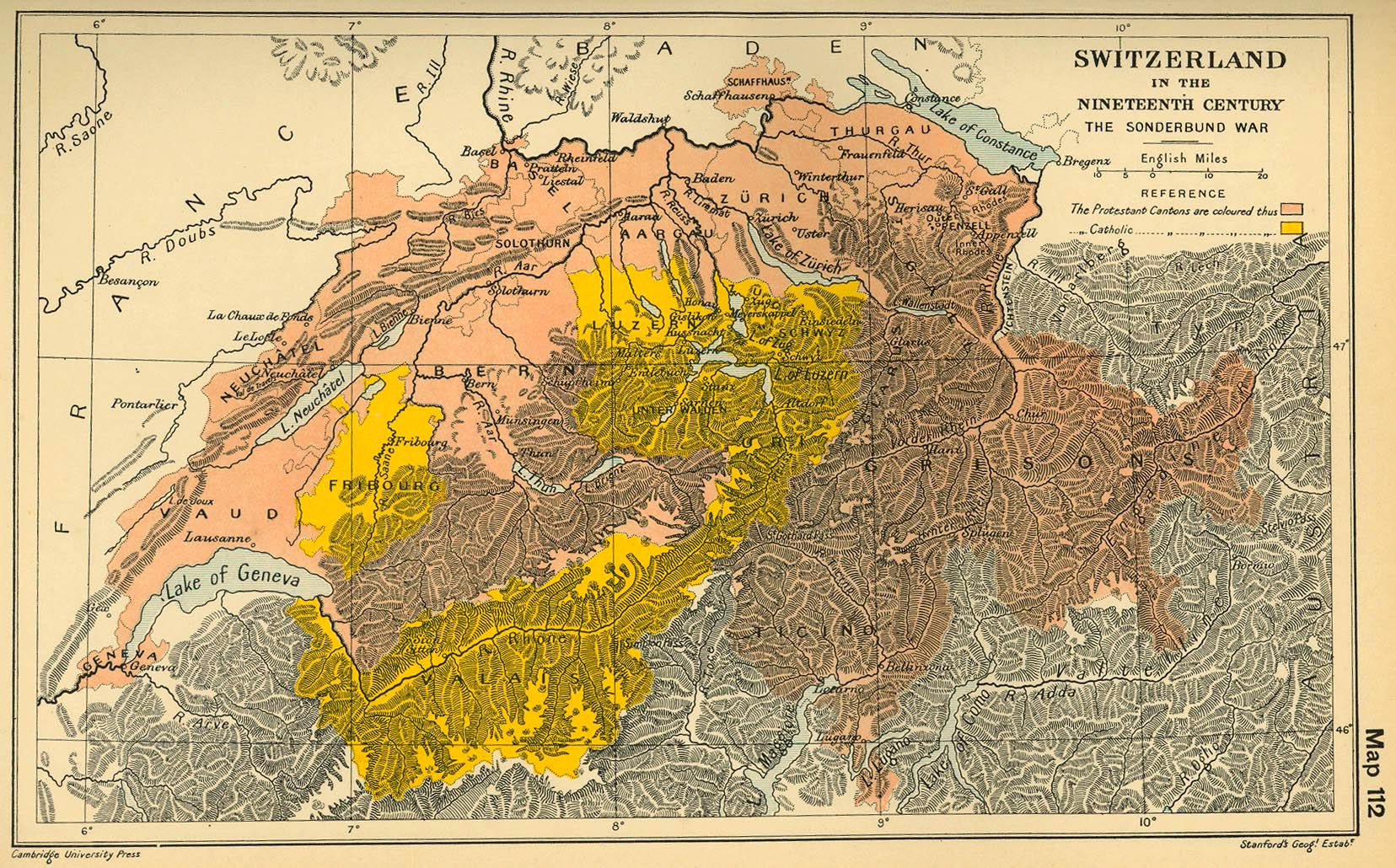
Il Sonderbund (1847-48)

La conquista del potere da parte del Partito Radicale nella maggioranza dei cantoni aveva portato a misure anti-cattoliche e laiche, come la chiusura dei conventi in Argovia (1841). Quando Lucerna per rappresaglia richiamò i Gesuiti nel 1844, bande armate di radicali invasero il cantone. Fu l'occasione che fece esplodere la rivolta, anche se le cause reali vanno ricercate nel timore delle gerarchie reazionarie di cantoni rurali di perdere i propri antichi privilegi, se la Svizzera avesse avuto un governo più centralizzato. Su queste premesse nacque il Sonderbund.
La maggioranza radicale della Dieta federale dichiarò disciolto il Sonderbund nel 1847 e ciò portò alla guerra civile. L'esercito confederale, forte di circa 100 000 uomini e agli ordini del generale Guillaume Henri Dufour, fu inviato contro i ribelli. Il Sonderbund fu sconfitto, tra il 3 e il 29 novembre 1847, con una campagna praticamente incruenta (con meno di 100 vittime in totale); la guerra si concluse con la vittoria di Gisikon e la conseguente occupazione di Lucerna (24 novembre).

## Conseguenze
Nel 1848 una nuova costituzione pose termine alla grande indipendenza di cui godevano i cantoni, trasformando la Svizzera in uno Stato federale (benché il nome di confederazione sia stato mantenuto). La Compagnia di Gesù fu bandita dalla Svizzera (e così rimase fino al referendum costituzionale del 1973) e fu proibito l'insediamento di nuovi ordini religiosi.
Sulla pace stabilita nel 1848 venne emanata una Costituzione, che divenne il punto di partenza per una maggiore integrazione dei cantoni, un rafforzamento del potere centrale e un periodo di forte crescita economica.